# Chiara Cainero

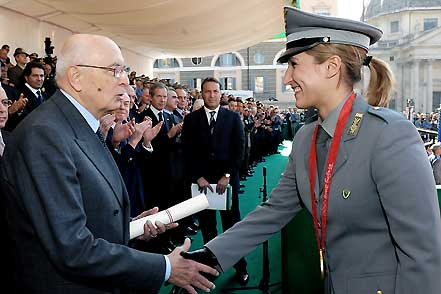
Chiara Cainero wird von Giorgio Napolitano, Staatspräsident Italiens, empfangen

Chiara Cainero (* 24. März 1978 in Udine) ist eine italienische Sportschützin in der Disziplin Skeet.
Chiara Cainero gehört seit ihrem achten Platz bei den Olympischen Spielen 2004 in Athen zur Weltspitze. 2006 wurde sie Zweite bei der Weltmeisterschaft in Zagreb, wurde Europameisterin in Maribor und gewann das Weltcup-Finale in Granada. Ein Jahr später wiederholte Cainero in Granada den Gewinn des Europameistertitels, bei der WM in Nikosia wurde sie Dritte, beim Weltcup-Finale in Belgrad ebenso. Den größten Erfolg feierte die Italienerin bei den Olympischen Spielen in Peking. Schon in der Qualifikation führte die Italienerin und setzte sich schließlich im Stechen gegen Kimberly Rhode und Christine Brinker durch.